# Parafia Najświętszego Serca Jezusowego w Łęczu
Parafia Najświętszego Serca Jezusowego w Łęczu – parafia rzymskokatolicka w diecezji elbląskiej. Erygowana w XIV wieku, reerygowana 3 lipca 1971 roku przez administratora apostolskiego Józefa Drzazgę. Do parafii należą wierni z miejscowości: Łęcze, Próchnik, Bogdaniec, Jagodno, Kamionek Wielki, Nadbrzeże, Ostrobrzeg, Rangóry, Suchacz, Pagórki, Pęklewo, Jelenia Dolina, Krasny Las, Leszków. Tereny te położone są w gminie miejskiej Elbląg i gminie Tolkmicko w powiecie elbląskim i powiecie miejskim Elbląg w województwie warmińsko-mazurskim.
Pierwsze wzmianki o kościele pochodzą z 1300 roku. W 1746 zburzono starą budowlę, a na jej miejsce w ciągu pięciu miesięcy wybudowano nową. W 1881 dobudowano wieżę, a rok później powieszono na niej zegar. Kościół parafialny w Łęczu został wybudowany w roku 1746.